# کلاوس بودن
کلاوس بودن (انگلیسی: Claus Boden؛ زادهٔ ۷ اکتبر ۱۹۵۱) بازیکن فوتبال اهل آلمان است.